# باشگاه فوتبال یونایتد آف منچستر
باشگاه فوتبال یونایتد آف منچستر (به انگلیسی: Football Club United of Manchester) یک باشگاه فوتبال در شهر بری (انگلستان)، کشور انگلستان است که در سال ۲۰۰۵ میلادی تأسیس شده‌است.